# 景洪核果茶
景洪核果茶（学名：Pyrenaria cheliensis）为山茶科核果茶属下的一个种。

## 扩展阅读
- 維基物種上的相關：景洪核果茶